# Liste der Baudenkmale in Hammah
In der Liste der Baudenkmale in Hammah  sind alle Baudenkmale der niedersächsischen Gemeinde Hammah aufgelistet. Die Quelle der Baudenkmale ist der Denkmalatlas Niedersachsen. Der Stand der Liste ist der 22. Oktober 2021.

## Allgemein
In den Spalten befinden sich folgende Informationen:
- Lage: die Adresse des Baudenkmales und die geographischen Koordinaten. Kartenansicht, um Koordinaten zu setzen. In der Kartenansicht sind Baudenkmale ohne Koordinaten mit einem roten Marker dargestellt und können in der Karte gesetzt werden. Baudenkmale ohne Bild sind mit einem blauen Marker gekennzeichnet, Baudenkmale mit Bild mit einem grünen Marker.
- Bezeichnung: Bezeichnung des Baudenkmales
- Beschreibung: die Beschreibung des Baudenkmales. Unter § 3 Abs. 2 NDSchG werden Einzeldenkmale und unter § 3 Abs. 3 NDSchG Gruppen baulicher Anlagen und deren Bestandteile ausgewiesen.
- ID: die Objekt-ID des Baudenkmales
- Bild: ein Bild des Baudenkmales, ggf. zusätzlich mit einem Link zu weiteren Fotos des Baudenkmals im Medienarchiv Wikimedia Commons. Wenn man auf das Kamerasymbol klickt, können Fotos zu Baudenkmalen aus dieser Liste hochgeladen werden:

## Hammah

### Gruppe: Bahnhofstraße 64
Die Gruppe hat die ID 44459176. Die Hofanlage besteht aus einem ehemaligen Wohn-/Wirtschaftsgebäude und einer Querdurchfahrtsscheune, die beide aus der gleichen Bauzeit um 1850 stammen.

| Lage                                         | Bezeichnung               | Beschreibung | ID       | Bild |
| -------------------------------------------- | ------------------------- | --- | -------- | ---- |
| Bahnhofstraße 64 53° 37′ 11″ N, 9° 21′ 56″ O | Wohn-/ Wirtschaftsgebäude | Das Gebäude wurde um 1850 erbaut. Es ist ein eingeschossiges, traufständiges Fachwerkhaus mit einem Walmdach. Das Dach ist mit Reet gedeckt, die Ausfachung ist aus Backstein.                                                             | 30914489 | BW   |
| Bahnhofstraße 64 53° 37′ 12″ N, 9° 21′ 57″ O | Scheune                   | Die Scheune wurde als Querdurchfahrtsscheune in Fachwerk errichtet. Die Scheune ist wie das dazugehörige Wohn-/Wirtschaftsgebäude um 1850 erbaut worden. Das Walmdach ist mit Roggenstroh gedeckt. Der Anbau gehört nicht zum Baudenkmale. | 44459191 | BW   |

### Gruppe: An der Lohe 6
Die Gruppe „An der Lohe 6“ hat die ID 30899230.

| Lage                                     | Bezeichnung               | Beschreibung | ID       | Bild |
| ---------------------------------------- | ------------------------- | --- | -------- | ---- |
| An der Lohe 6 53° 37′ 7″ N, 9° 21′ 47″ O | Wohn-/ Wirtschaftsgebäude | Traufständiger Zweiständerbau in Fachwerk mit Backsteinausfachung, unter reetgedecktem Halbwalmdach. Traufseiten teilweise massiv erneuert. Errichtet 1821 (i). | 30914395 | BW   |

### Gruppe: Zum Rugenbarg 39
Die Gruppe hat die ID 30899250. Hofanlage mit Wohn-/Wirtschaftsgebäude und Scheune des 19. Jahrhunderts.

| Lage                                         | Bezeichnung               | Beschreibung | ID       | Bild |
| -------------------------------------------- | ------------------------- | --- | -------- | ---- |
| Zum Rugenbarg 39 53° 37′ 11″ N, 9° 22′ 34″ O | Wohn-/ Wirtschaftsgebäude | Traufständig zur Straße stehender Zweiständerbau in Fachwerk mit Backsteinausfachung, unter reetgedecktem Walmdach. Errichtet um 1850. Wände teilweise massiv ersetzt.                                                            | 30914690 | BW   |
| Zum Rugenbarg 39 53° 37′ 10″ N, 9° 22′ 34″ O | Scheune                   | Querdurchfahrtsscheune traufständig zur Straße, in Fachwerk mit Backsteinausfachung, Straßenfassade massiv in Backstein; unter reetgedecktem Satteldach, am Westende mit Walm. Eine Querdurchfahrt. Errichtet im 19. Jahrhundert. | 30914708 | BW   |

### Einzelbaudenkmale
| Lage                                         | Bezeichnung               | Beschreibung | ID       | Bild |
| -------------------------------------------- | ------------------------- | --- | -------- | ---- |
| An der Lohe 20 53° 37′ 11″ N, 9° 21′ 34″ O   | Wohn-/ Wirtschaftsgebäude | Giebelständiges Zweiständerhaus in Fachwerk mit Backsteinausfachung, unter reetgedecktem Walmdach. Am Wohngiebel massives Backsteinmauerwerk. Errichtet 1853 (i). | 30914376 | BW   |
| Bahnhofstraße 32 53° 36′ 57″ N, 9° 22′ 0″ O  | Haupthaus                 | | 30914525 | BW   |
| Bahnhofstraße 35 53° 36′ 56″ N, 9° 21′ 58″ O | Wohn-/ Wirtschaftsgebäude | Giebelständiges Zweiständerhaus in Fachwerk mit Backsteinausfachung, unter reetgedecktem Satteldach. Schmale hohe Kübbung. Errichtet um 1850. Wohngiebel um 1900 massiv erneuert, hier Fenster und Blindfenster mit Sturzbogen, Hauptgesims mit Zahnschnittmuster, gestufte Ortgang-Vorlage, rundes Giebelfenster. | 30914542 | BW   |
| Im Busch 8 53° 37′ 16″ N, 9° 21′ 39″ O       | Wohn-/ Wirtschaftsgebäude | Traufständiger Zweiständerbau in Fachwerk mit Backsteinausfachung, unter reetgedecktem Satteldach. Errichtet 1814 (i). Wohngiebel um 1900 massiv erneuert mit Zahnschnitt-Gesimsen, Ortgangvorlagen und Blindfenster; Seitenwände teilweise massiv ersetzt.                                                        | 30914596 | BW   |
| Im Busch 9 53° 37′ 14″ N, 9° 21′ 38″ O       | Wohn-/ Wirtschaftsgebäude | Giebelständiges Zweiständerhaus in Fachwerk mit Backsteinausfachung, unter reetgedecktem Walmdach. Errichtet durch den Meister „BR“ im Jahr 1822 (i). | 30914615 | BW   |
| Schulstieg 1 53° 37′ 11″ N, 9° 21′ 47″ O     | Wohn-/ Wirtschaftsgebäude | Traufständiges Zweiständerhaus in Fachwerk mit Backsteinausfachung, unter reetgedecktem Walmdach, dabei Halbwalm am Wohnteil, nahezu Vollgiebel am Wirtschaftsteil. Errichtet 1814 (i), Innengerüst älter (18. Jahrhundert), möglicherweise an diesem Standort wiederaufgebaut.                                    | 30914635 | BW   |
| Westerende 8 53° 37′ 14″ N, 9° 21′ 25″ O     | Wohn-/ Wirtschaftsgebäude | Das Fachwerkhaus steht mit der Traufe zur Straße und wurde um 1850 erbaut. Es ist ein Fachwerkhaus in Zweiständerbauweise. Das Fachwerk hat eine Backsteinausfachung, das Dach ist mit Reet gedeckt. | 30914652 | BW   |
| Zum Rugenbarg 2 53° 37′ 14″ N, 9° 21′ 57″ O  | Wohn-/ Wirtschaftsgebäude | Zweiständerhaus in Fachwerk mit Backsteinausfachung, unter reetgedecktem Satteldach. Errichtet durch den „M[ei]ST[er] JW“ im Jahr 1846 (i). | 30914671 | BW   |

## Grefenmoor

### Einzelbaudenkmale
| Lage                                    | Bezeichnung               | Beschreibung | ID       | Bild |
| --------------------------------------- | ------------------------- | --- | -------- | ---- |
| Mühlenweg 3 53° 35′ 45″ N, 9° 22′ 42″ O | Wohn-/ Wirtschaftsgebäude | Giebelständiges Zweiständerhaus in Fachwerk mit Backsteinausfachung, unter Walmdach in Reetdeckung, Fachwerk nach Massivierung 1981 rekonstruiert. Im ehemaligen Flett geschwungene Luchtbalken erhalten. Errichtet 1780 (i). | 30914278 | BW   |

## Groß Sterneberg

### Gruppe: Groß Sterneberg
Die Gruppe hat die ID 30899260. Der Gutsbetrieb in Groß Sterneberg wurde um 1900 mit der Kultivierung der Moore angelegt, das Gutshaus wurde 1912 errichtet. Es ist umgeben von einem großen Park mit altem Baumbestand, dessen Einfahrt durch eine zeitgenössische sandsteinerne Toranlage akzentuiert ist.

| Lage                                                    | Bezeichnung | Beschreibung | ID       | Bild |
| ------------------------------------------------------- | ----------- | --- | -------- | ---- |
| Groß Sterneberger Straße 52 53° 38′ 14″ N, 9° 22′ 28″ O | Gutshaus    | Symmetrisch gegliederter, eingeschossiger Putzbau mit hohem Sockelgeschoss, unter ziegelgedecktem Mansarddach. An der Hauptfassade nach Südosten ein zweigeschossiger Mittelrisalit mit geschweiftem Knickgiebel, geschmückt mit Vasen, davor eine ausladende Freitreppe. Erbaut 1912 (i). | 30914297 | BW   |
| Groß Sterneberger Straße 52 53° 38′ 13″ N, 9° 22′ 29″ O | Tor         | Tor an der Gutsparkeinfahrt aus zwei Sandsteinpfeilern mit aufgesetzten bekrönenden Sandsteinvasen. Erbaut 1912 im Zusammenhang mit dem Gutshaus. | 30914321 | BW   |

### Einzelbaudenkmal
| Lage                                     | Bezeichnung | Beschreibung | ID       | Bild |
| ---------------------------------------- | ----------- | --- | -------- | ---- |
| Moorvogtei 7 53° 38′ 29″ N, 9° 21′ 50″ O | Wohnheim    | Kasernenartiges, langgestrecktes Gebäude aus Fachwerk mit Backsteinausfachung; eingeschossig mit Kniestock, unter flach geneigtem Satteldach. Errichtet 1897 für Strafgefangene, die zur Kultivierung des umliegenden Moorlandes hier untergebracht wurden. | 30914817 | BW   |

## Mittelsdorf

### Einzelbaudenkmale
| Lage                                               | Bezeichnung               | Beschreibung | ID       | Bild |
| -------------------------------------------------- | ------------------------- | --- | -------- | ---- |
| Alte Dorfstraße 34 53° 36′ 17″ N, 9° 21′ 54″ O     | Wohn-/ Wirtschaftsgebäude | Giebelständiges Zweiständerhaus in Fachwerk mit Backsteinausfachung, unter Satteldach in Reetdeckung, am Wirtschaftsgiebel mit Halbwalm. Errichtet 1880 (i).                                       | 30914744 | BW   |
| Himmelpfortener Weg 8 53° 36′ 11″ N, 9° 21′ 53″ O  | Scheune                   | Großer giebelständiger Fachwerkbau mit Backsteinausfachung, unter reetgedecktem Satteldach. Errichtet als Kornscheune mit Stalleinbau um 1900.                                                     | 30914780 | BW   |
| Himmelpfortener Weg 11 53° 36′ 10″ N, 9° 21′ 42″ O | Wohn-/ Wirtschaftsgebäude | Großes traufständiges Zweiständerhaus in Fachwerk mit Backsteinausfachung, unter reetgedecktem Halbwalmdach. Errichtet durch den Meister „TJF“ im Jahr 1843 (i). Wohngiebel in Backstein erneuert. | 30914797 | BW   |